# Margelana pamirica
Margelana pamirica är en fjärilsart som beskrevs av Sukhareva 1979. Margelana pamirica ingår i släktet Margelana och familjen nattflyn. Inga underarter finns listade i Catalogue of Life.